# Suomy

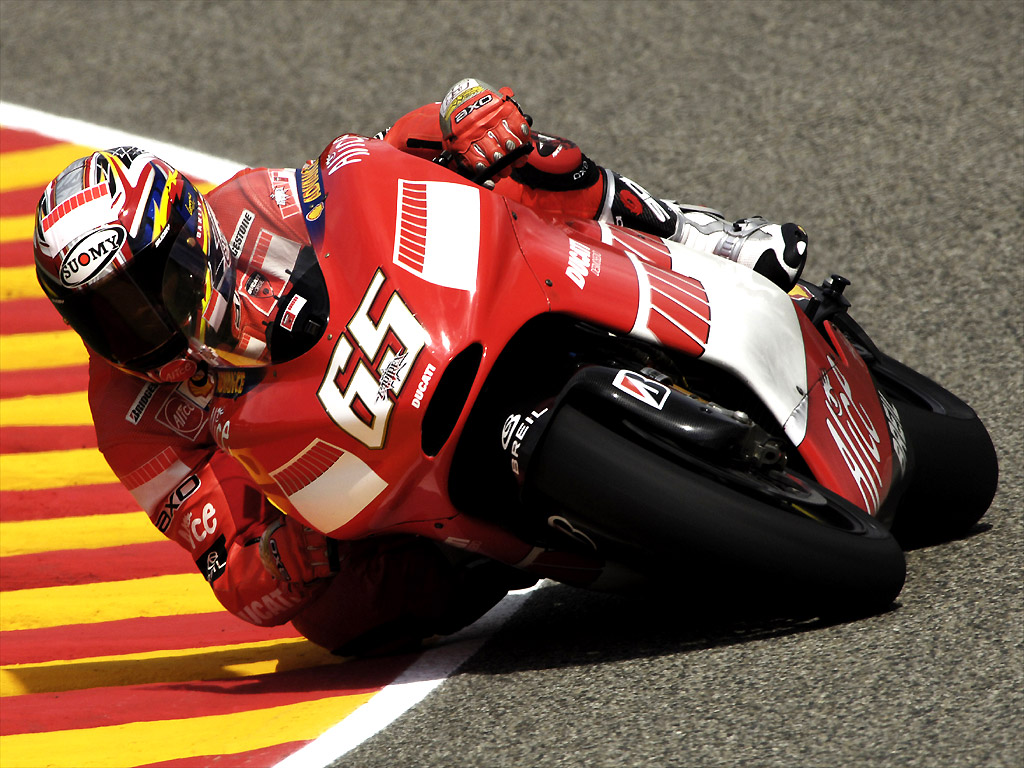
Loris Capirossi 2006 mit Suomy-Helm

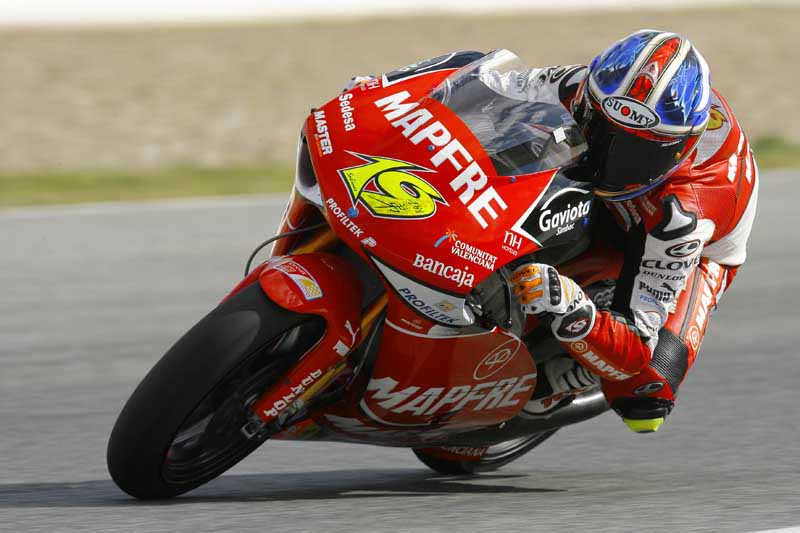
Álvaro Bautista 2008 mit Suomy-Helm

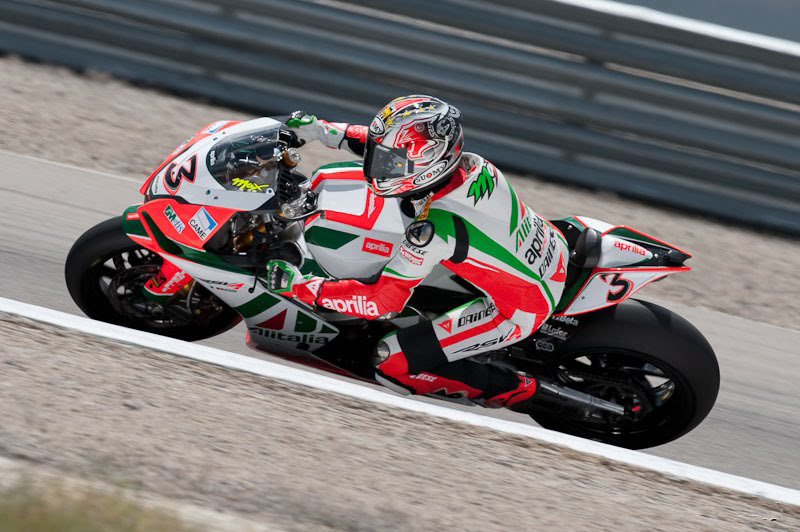
Max Biaggi 2010 mit Suomy-Helm

Die Suomy S.p.A. ist ein italienischer Hersteller von Motorradhelmen. Das Unternehmen wurde 1997 von Umberto Monti in Inverigo, Provinz Como, gegründet.
Im Jahr 2000 wurde ein Vertrag mit dem Motorradhersteller Ducati unterzeichnet, der Suomy Exklusivrechte bei der Namensvermarktung zusichert.
Namhafte Rennfahrer wie Max Biaggi, Troy Bayliss, Loris Capirossi und James Toseland benutzen Helme von Suomy. 2009 gründete Umberto Monti in Argentinien die Partnerfirma Suomy Latino America, dort werden Helme für den südamerikanischen Markt hergestellt. Auch für den österreichischen Motorradhersteller KTM werden exklusiv Helme hergestellt. Bis 2013 konnte die Marke 19 Weltmeisterschaftstitel in verschiedenen Klassen und Serien für sich verbuchen.